# Movimiento Nacionalista Revolucionario
El Movimiento Nacionalista Revolucionario (MNR) es un partido político boliviano, fundado el 7 de junio de 1942. Gobernó en la República de Bolivia por medio de las Presidencias de Víctor Paz Estenssoro, Hernán Siles Zuazo (en su primer mandato), Gonzalo Sánchez de Lozada y Carlos Mesa. Los presidentes Walter Guevara Arze, Lidia Gueiler Tejada y Hernán Siles Suazo (en su segundo mandato) empezaron sus carreras en esta tienda política, siguiendo después mediante esciciones del partido. Aunque el presidente Gualberto Villarroel no era perteneciente a ningún partido, su gabinete presidencial lo componían miembros del MNR.
El actual Jefe Nacional es Jhonny Torres quién también es alcalde de la ciudad de Tarija. Su sede nacional es la denominada "Casa Rosada", ubicada en el barrio de San Pedro del centro de La Paz, adquirida en 1990 y que fue saqueada e incendiada durante los disturbios de octubre de 2003. 
En 2024 el Comando Nacional del partido llevará a cabo una reunión para unos ajustes en sus Estatutos acorde a la Ley 1096 de Organizaciones Políticas para luego convocar a elecciones internas y renovar su mesa directiva, de esta forma evitar la pérdida de su personería jurídica.

## Historia

### Antecedentes
El MNR se gestó después de la Guerra del Chaco (1932-1935) entre Paraguay y Bolivia. Al finalizar la guerra, con el consiguiente agotamiento militar y críticas a la clase gobernante, la oligarquía de los barones del estaño y terrateniente, surge una serie de movimientos nacionalistas para acabar con dicha situación. Además en dicho periodo se vivió una serie de gobiernos de corta duración (1935-1952) de diversas iniciativas y muy contradictorios. Parte de los fundadores del MNR provenía también del antiguo Partido Nacionalista. El MNR forjó una alianza entre la clase media y sectores obreros y elabora un plan nacionalista que desencadenase en la toma del poder, ya sea por medios democráticos o a través de una revolución burguesa, para acabar con el sistema político y modo de producción imperante.

### Etapa revolucionaria (1952-1985)
La primera, es la del período revolucionario, en los años 1950. Entre 1952 y 1964 realizó una serie de reformas políticas (sufragio universal), sociales y económicas (reforma agraria y estatalización de las minas de estaño). En esta etapa lideraron el MNR Víctor Paz Estenssoro y Hernán Siles Zuazo.

### Etapa reformista (1985-2003)
Posteriormente, en los gobiernos de los periodos 1985-1989; 1993-1997; y 2002-2003 promovió la liberalización económica, principalmente a través de un famoso decreto supremo: el 21060, y un proceso de privatización, más conocido como capitalización de las principales empresas estatales, así como reformas económicas de tipo neoliberal.
Pasó a ser un partido reformista de centro derecha en los años '80, en el cuarto y último gobierno de Víctor Paz Estenssoro, y finalmente en los años 1990 y comienzos del siglo XXI en los gobiernos de Gonzalo Sánchez de Lozada, dando un vuelco a su doctrina inicial estatista y revolucionaria de los años '50.
Durante estos años el Fondo Monetario Internacional y el Banco Mundial estaban impulsando procesos "capitalizadores" o "privatizadores" en los países en vías de desarrollo a nivel mundial y Bolivia no fue la excepción. El MNR siguió esta corriente en estos años. El resultado de este proceso ha sido muy debatido, con muchos defensores y detractores. Según sus defensores, gran parte de la modernización del estado boliviano durante estos años en telecomunicaciones, hidrocarburos, transporte y en general la inserción de Bolivia en el mapa mundial se debe a este proceso.[cita requerida]

### Reorganización (2003-presente)
Debido a los levantamientos populares en 2003, principalmente en las ciudades de La Paz y El Alto, Sánchez de Lozada huye del país y renuncia al cargo de presidente. Entonces el MNR entró en un proceso de renovación interna de toda la dirigencia a nivel nacional. En octubre del 2008 se llevaron a cabo elecciones internas para Jefes de Comandos Departamentales y en el mes de noviembre la elección de Jefes Sectoriales y Funcionales, de cara a reorganizar el partido para el ciclo eleccionario que se inició en enero del 2009 con el Referéndum de Aprobación de la Nueva Constitución Política del Estado (NCPE), impulsada por el gobierno de Morales y las elecciones generales de diciembre del 2009.

## Autoridades

### Presidentes de Bolivia
| Imagen | Nombre                    | Mandato | Mandato |
| Imagen | Nombre                    | Inicio  | Fin     |
| ------ | ------------------------- | ------- | ------- |
|        | Víctor Paz Estenssoro     | 1952    | 1956    |
|        | Hernán Siles Zuazo        | 1956    | 1960    |
|        | Víctor Paz Estenssoro     | 1960    | 1964    |
| 1964   | Víctor Paz Estenssoro     | 1964    |         |
| 1985   | Víctor Paz Estenssoro     | 1989    |         |
|        | Gonzalo Sánchez de Lozada | 1993    | 1997    |
| 2002   | Gonzalo Sánchez de Lozada | 2003    |         |

### Vicepresidentes de Bolivia
| Imagen | Nombre                     | Mandato | Mandato |
| Imagen | Nombre                     | Inicio  | Fin     |
| ------ | -------------------------- | ------- | ------- |
|        | Julián Montellano Carrasco | 1945    | 1946    |
|        | Hernán Siles Zuazo         | 1952    | 1956    |
|        | Ñuflo Chávez Ortiz         | 1956    | 1957    |
|        | Juan Lechín Oquendo        | 1960    | 1964    |
|        | René Barrientos Ortuño     | 1964    | 1964    |
|        | Julio Garrett Ayllón       | 1985    | 1989    |
|        | Víctor Hugo Cárdenas       | 1993    | 1997    |
|        | Carlos Mesa Gisbert        | 2002    | 2003    |

## Divisiones
Debido a pugnas internas y diferencias ideológicas del MNR han surgido como organizaciones independientes:
- Movimiento Nacionalista Revolucionario Auténtico (MNRA, 1960), posterior Partido Revolucionario Auténtico (PRA) de Walter Guevara Arze.
- Partido Revolucionario de la Izquierda Nacionalista (PRIN, 1971), de Juan Lechín y Lydia Gueiler Tejada.
- Movimiento Nacionalista Revolucionario de Izquierda (MNRI, 1971), de Hernán Siles Zuazo.
- Movimiento Nacionalista Revolucionario Histórico (MNRH, 1978).
- Movimiento Nacionalista Revolucionario Unido (MNRU, 1980).
- Movimiento Nacionalista Revolucionario Vanguardia (MNRV).

## Resultados electorales

### Presidenciales
|  | 5.56 % |

|  | 42.92 % |

|  | 84.43 % |

|  | 76.10 % |

|  | 97.89 % |

|  | 8.84 % |

|  | 6.05 % |

|  | 11.03 % |

|  | 35.87 % |

|  | 20.15 % |

|  | 30.36 % |

|  | 25.64 % |

|  | 35.56 % |

|  | 18.20 % |

|  | 22.46 % |

|  | 6.46 % |

|  | 26.46 % |

|  | 24.23 % |

|  | 0.69 % |

### Parlamentarias
|  | 84.4 % |

|  | 85.4 % |

|  | 76.1 % |

|  | 84.7 % |

|  | 97.9 % |

|  | 8.84 % |

|  | 6.05 % |

|  | 11.03 % |

|  | 35.87 % |

|  | 20.15 % |

|  | 30.36 % |

|  | 25.64 % |

|  | 33.80 % |

|  | 18.20 % |

|  | 22.50 % |

|  | 6.46 % |

|  | 26.46 % |

|  | 24.23 % |

|  | 0.69 % |

### Subnacionales
| Año  | Candidato              | Votos  | %                | Posición | Resultado | Notas |
| ---- | ---------------------- | ------ | ---------------- | -------- | --------- | --- |
| 2021 | Fernando Aponte Larach | 24 149 | \| \| 12.05 % \| | (4°)     | No electo | Como parte de la alianza Todos Unidos por el Beni (TODOS) Ver lista - Movimiento Demócrata Social (MDS) - Movimiento Nacionalista Revolucionario (MNR) |
|      | 12.05 %                |        |                  |          |           | |

| Año  | Candidato     | Votos | %               | Posición | Resultado | Notas |
| ---- | ------------- | ----- | --------------- | -------- | --------- | ----- |
| 2021 | Faustino Vera | 1 958 | \| \| 0.72 % \| | (6°)     | No electo |       |
|      | 0.72 %        |       |                 |          |           |       |

| Año  | Candidato      | Votos | %               | Posición | Resultado | Notas |
| ---- | -------------- | ----- | --------------- | -------- | --------- | --- |
| 2021 | Nicolás Quenta | 5 025 | \| \| 0.32 % \| | (14°)    | No electo | Como parte de la alianza Por Mi La Paz, Unidos Invencibles Ver lista - Movimiento Nacionalista Revolucionario (MNR) - Libre21-Libertad y Democracia (Libre 21) |
|      | 0.32 %         |       |                 |          |           | |

| Año  | Candidato        | Votos | %               | Posición | Resultado | Notas |
| ---- | ---------------- | ----- | --------------- | -------- | --------- | ----- |
| 2021 | Braulio Espinoza | 6 962 | \| \| 0.58 % \| | (6°)     | No electo |       |
|      | 0.58 %           |       |                 |          |           |       |

|  | 38.05 % |

|  | 54.44 % |